# Isabel Moreno Fernández
María Isabel Moreno Fernández (El Gastor, 26 de junio de 1976), más conocida como Isabel Moreno, es una veterinaria y política española, actual alcaldesa de El Gastor y Diputada en las Cortes Generales de España desde el 12 de diciembre de 2023, tras el cese de Fernando Grande-Marlaska.
Isabel Moreno realizó sus estudios en la Facultad de Veterinaria (Córdoba), en Andalucía, España.

## Biografía
En el ámbito profesional, Isabel Moreno es profesora de secundaria en Biología y Geología, del que también es Veterinaria en El Gastor, en la provincia de Cádiz. En la política es miembro del Partido Socialista Obrero Español de su pueblo natal, de donde ejerce la secretaria del Partido en su pueblo natal. También es la portavoz del PSOE en la comisión de asuntos exteriores.
En el Congreso de los Diputados de la XV legislatura, Isabel Moreno ocupa el cargo de Diputada en las cortes Generales por Cádiz desde el 6 de diciembre de 2023, tras la sustitución del ministro del Interior, Fernando Grande-Marlaska. También ocupa el cargo de Portavoz del PSOE desde septiembre de 2024, tras la presidencia de Juan Carlos Ruiz Boix.
Frente al Congreso de los Diputados, a ocupado otros cargos, siendo Vocal de la comisión de Sanidad y de la Educación, así como la de Formación y Deportes, y desde junio de 2024 es la portavoz de la comisión de Ecología y Reto Demográfico. Por último, en mayo del mismo año es Vocal suplente de la subcomisión para mejorar la protección, la comisión y la atención integral de la salud mental.
En las municipales de junio de 2007 entró a la alcaldía de su pueblo natal, siendo interrumpidamente alcaldesa y la más longeva del pueblo, gracias a que su partido, el Partido Socialista Obrero Español (PSOE) fue la lista más votada del Gastor, obteniendo 6 concejales frente a al Partido Popular que obtuvo 4, siendo el PSOE el ganador de las elecciones, llegando Isabel Moreno a ser investida alcaldesa por mayoría absoluta, sucediendo a Silvia Muñoz Moreno.